# Cubul Zero
Cubul Zero (în engleză Cube Zero) este un film de groază din seria celor trei filme Cubul. Acțiunea surprinde niște oameni care se trezesc în niște cuburi, neamintindu-și cum și de ce au ajuns acolo. Filmul prezintă povestea acestor oameni în încercarea lor de a evada din cub.

## Personaje
- Zachary Bennett (Eric Wynn - tehnician al cubului)
- David Huband (Dodd - tehnician al cubului)
- Stephanie Moore
- Martin Roach
- Michael Riley
- Mike "Nug" Nahrgang
- Terri Hawkes
- Richard McMillan
- Tony Munch
- Jasmin Geljo
- Joshua Peace (Finn)
- Diego Klattenhoff (Quigley)
- Alexia Filippeos (Anna)
- Sandy Ross (Chandler)
- Dino Bellisario (Smith)
- Ashley James (McCaw)
- Fernando Cursione (Doctorul)
- Araxi Arslanian (Doctorița)